# Оамару
Оамару́ (англ. Oamaru: МФА: [ɒməˈruː]о файле, маори Oamaru: [ˈɔamarʉ]) — крупнейший город в Северном Отаго на Южном острове Новой Зеландии, административный центр округа Уаитаки. Расположен в 80 км к югу от Тимару и в 120 километрах к северу от Данидина, на тихоокеанском побережье. Через город проходит Государственное шоссе 1 и Главная южная линия железной дороги, соединяющие Оамару с Тимару и Данидином. В связи с ростом Куинстауна в Центральном Отаго исторически сложившийся статус второго центра региона Отаго находится под угрозой. Основным центром региона остаётся Данидин.
Название Оамару является производным от названия на языке маори, означающем «место Мару» (аналогично Тимару). По поводу личности Мару ведутся споры.

## История
Около Оамару расположены несколько важных городищ. Они находятся в устье реки Уаитаки и в местечке Авамоа (маори Awamoa). Оба поселения датируются архаическим периодом (эпохой «охотников на моа»). В культуре маори этот термин используется для обозначения племён первых поселенцев на островах, живших на юго-восточном побережье примерно в 1125 году до н. э. В городище в устье Уаитаки было обнаружено как минимум 1200 печей. Первые археологические раскопки в Новой Зеландии были проведены в Авамоа Уолтером Мэнтеллом в 1847 и 1852 годах. Поселения меньшего размера были обнаружены также в районе мыса Уэнбрау и Бич-Роад в центре Оамару. В долине Уаитаки расположены характерные для архаического периода каменные убежища и исследователи не исключают, что некоторые из них были построены жителями этих поселений. Неподалёку, в Тамахаеревенуа, Текоротуахека, Те-Пунамару, Папакаио и Какануи, расположены объекты классического и протоисторического периодов, датируемые после 1500 года до н. э..
В легендах маори говорится о древнем народе Кахуи Типуа, построившем гигантское каноэ Араи-Те-Уру (маори Arai Te Uru). На этом каноэ они плавали от южной Новой Зеландии до исторической родины полинезийцев, Гаваики, за бататом. На обратном пути судно начало тонуть неподалёку от устья реки Уаитаки, корзины с продуктами выбросило на пляж Моераки, а окончательно судно затонуло в Матакаеа (Шэг-Пойнт), где со временем превратилось в Дейнджер-Риф (англ. Danger reef). После кораблекрушения один из членов команды, Пахихивитахи (маори Pahihiwitahi), отправился на поиски питьевой воды, нашёл реку Уаитаки, но по возвращении назад не смог добраться до места крушения до рассвета и превратился в холм в долине Шэг. Современные исследователи предполагают, что эта легенда — аллегорическое объяснение того, что батат не будет расти к югу от полуострова Банкс.

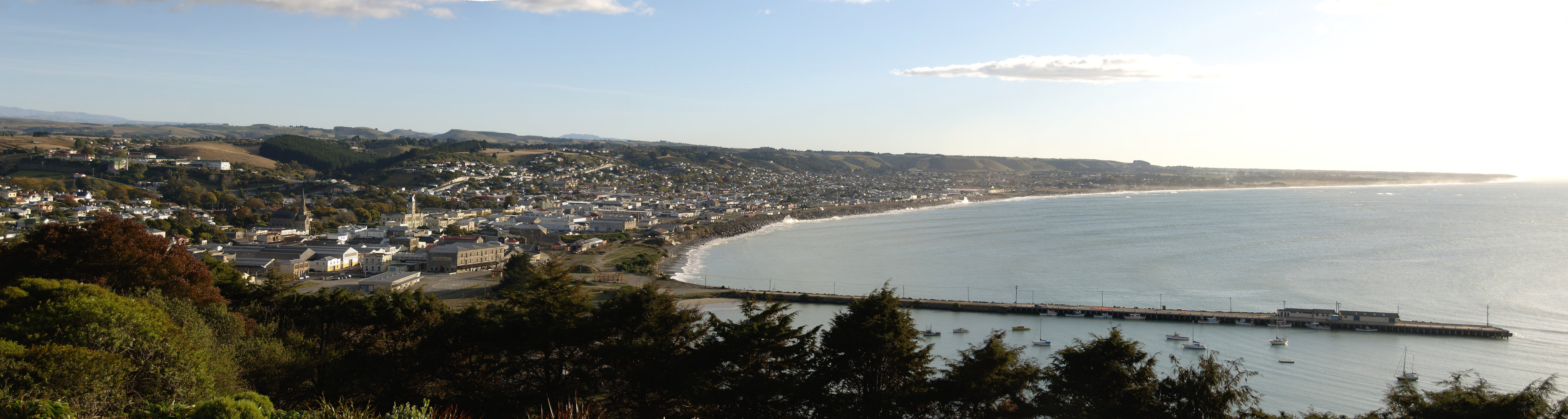
Панорама Оамару и побережья, вид с южной части города

20 февраля 1770 года Джеймс Кук на корабле Индевор достиг устья реки Уаитаки и, как написано в судовом журнале, остановился «приблизительно в 3 милях от побережья». Он написал, что 

Земля здесь очень низкая и плоская на всём протяжении до самых холмов, расположенных в 4 или 5 милях от побережья. Весь облик страны выглядит бесплодным и мы не видим никаких признаков обитаемости…Оригинальный текст (англ.)The land here is very low and flat and continues so up to the skirts of the Hills which are at least 4 or 5 Miles in land. The whole face of the Country appears barren, nor did we see any signs of inhabitants..
 Кук оставался в этом месте 4 дня. Сидней Паркинсон, художник экспедиции, описал мыс Уэнбрау в Оамару. 20 февраля он написал: 

… мы были неподалёку от земли, приятной на вид невооруженным глазом. Холмы были умеренной высоты, далеко от них простирались плоские равнины, граничащие с перпендикулярным скалистым утёсом у моря.Оригинальный текст (англ.)...we were near the land, which formed an agreeable view to the naked eye. The hills were of a moderate height, having flats that extended from them a long way, bordered by a perpendicular rocky cliff next to the sea.
Маори уже жили здесь, а в 1814 году на побережье появились охотники на тюленей и морских котиков. В манускрипте, найденном в 2003 году, написано: 

Некоторые аборигены отсутствовали на общем пире, т.к. встретили большую компанию из Таумуту, Акароа и Оравенуа и возвращались обратно. Тем временем шлюпка зверобоев встала на якорь в Блафф, в 8 милях к северу от Моераки, люди сошли на берег, но легли спать в шлюпке. Ночью Пукухеке, отец Те Море, отправился к шлюпке, обнаружил спящих и вернулся к своим к югу от Блафф. Затем вместе с сотней туземцев они убили 5 европейцев и съели их. Двое из семерых воспользовались темнотой и сбежали. Они бежали двое суток, оказавшись в Гудвуде, неподалёку от Боббис-Хэд.Оригинальный текст (англ.)Some of the [local] people [had been] absent on a feasting expedition to meet a great party from Taumutu, Akaroa, Orawenua [Arowhenua]. They were returning. The [sealers'] boat passed on to the Bluff 8 miles north of Moeraki where they landed & arranged their boat – & lay down to sleep in their boat. At night Pukuheke, father of Te More, went to the boat, found them asleep & came back to the other Natives south of the Bluff. They went with 100 [men] killing 5 Europeans & eat them. Two of the seven escaped through the darkness of the night & fled as far as Goodwood, Bobby's Head, after being 2 days and nights on the way.
 Компания Пукухеке убила и съела их тоже. Пакеха, чужеземцы с Матильды капитана Фаулера, под командованием первого помощника капитана Роберта Брауна с двумя другими европейцами и пятью индийскими матросами составляли команду численностью 8 человек, а не 7, как говорится в манускрипте. Они отправились в открытой шлюпке с острова Стюарт на поиски сбежавших индийских матросов. Кроме того, у Брауна были и другие причины для их поисков на побережье Северного Отаго.
После того, как в 1831 году Те Раупараха разграбил большое укреплённое поселение маори в Каиапои около современного Крайстчерча, беженцы пришли на юг и получили разрешение обосноваться в Какаунуи (маори Kakaunui), и территория между Пукеури (маори Pukeuri) и Уаианакаруа (маори Waianakarua), включая Оамару, стала их землями.

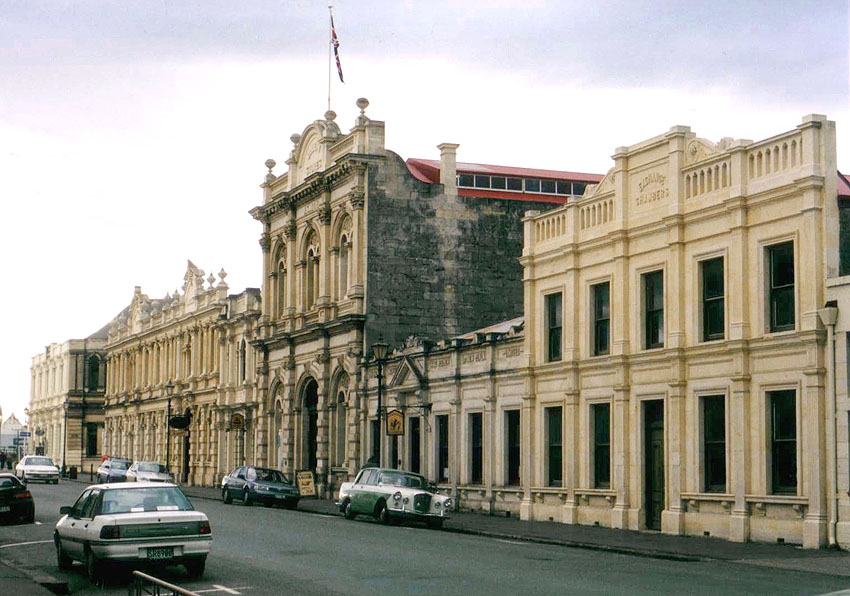
Часть исторического района Оамару

Китобои иногда посещали эту часть новозеландского побережья в 1830-х годах. Например, судно Джейсон из Нью-Лондона (США), под управлением капитана Честера. 1 декабря 1839 года он доложил в Отаго-Блафф, к югу от Какануи (маори Kakanui), что собрал 2500 баррелей (400 м³) жира
В 1844 году Эдвард Шортленд (англ. Edward Shortland) из Уаикоуаити посетил эту область. 9 января он записал:

Наш путь сегодня иногда проходил по краю низкой скалы, иногда вдоль пляжа, пока мы не приблизились к Оамару, где мы свернули от побережья и пересекли низкие холмы, с которых мы смотрели на обширные равнины… К половине дня, мы поднялись на холмы Пукеури, отделяющие эту равнину от другой, более обширной. Небо было так замечательно ясно, что с самой высокой точки пути было отчётливо видно Моераки…Оригинальный текст (англ.)Our path to-day was sometimes along the edge of a low cliff, sometimes along the beach, till we approached Oamaru point, where it turned inland, and crossed a low range of hills, from which we looked over an extensive plain ... Towards the afternoon, we ascended a range of hills called Pukeuri, separating this plain from another more extensive. The sky was so remarkably clear that, from the highest point of the pathway, Moeraki was distinctly in view...
 Он нарисовал карту и разместил на ней Оамару. Шортленд был одним из немногих европейцев, прошедших пешком в этой области Новой Зеландии в 1840-х годах. Первым европейским поселенцем в этом регионе стал Джеймс Сандерс (англ. James Saunders), около 1850 года организовавший торговлю между племенами маори в устье реки Уаитаки.

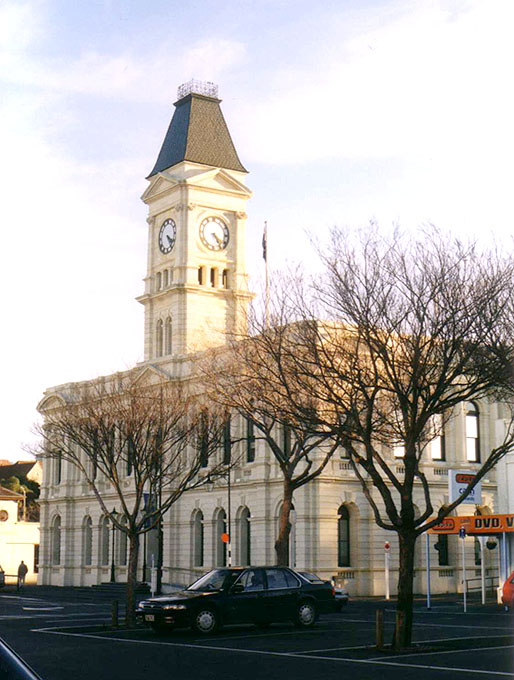
Здание окружного совета Уаитаки, Темза-стрит, Оамару

Большее количество европейских поселенцев поселилось в Оамару в 1850-х годах. Хью Робисон построил хижину из дёрна у ручья Оамару в 1853 году, когда основал здесь свою овцеводческую ферму. Дж. Т. Томсон (англ. J.T. Thomson) назвал Оамару городом в 1859 году, а органы власти провинции Отаго зарегистрировали здесь «сотни жителей» 30 ноября 1860 года. Город развивался как центр сельскохозяйственного региона между горами Какануи и рекой Уаитаки. В 1871 году здесь начали строительство волнореза и Оамару быстро стал главным портовым городом. Многие годы городская гавань у мыса Уэнбрау в заливе Френдли-Бэй служила пристанищем для торговых и рыболовецких судов.
С развитием пасторализма и связанной с ним индустрии свежемороженного мяса, берущей начало в Новой Зеландии к югу от Оамару, в местечке Тотара, Оамару расцвёл. Появились Атенеум, средняя школа Уаитаки для мальчиков и средняя школа Уаитаки для девочек. Богатые залежи местного известняка (камень Оамару), поддающегося резьбе, использовались дизайнерами и местными мастерами, такими как Дж. М. Форрестер (1865—1965). Во времена долгой депрессии в 1880-х годах Оамару стал «лучшим из построенных и наиболее заложенным городом в Австралазии».
Развитие замедлилось, но численность населения продолжала расти до 1970-х годов. С закрытием порта и упадком экономики Новой Зеландии Оамару сильно пострадал. Однако городские власти пытаются заново переоткрыть город, и Оамару стал одним из первых городов в Новой Зеландии, обратившим в активы своё архитектурное наследие.
В 1983 году в неоклассическом здании банка Нового Южного Уэльса архитектора Роберта Лоусона открылась публичная художественная галерея, Форрестер (англ. the Forrester). Реставрируются другие здания. Образован фонд и началась работа по восстановлению исторических сооружений рядом с портом, пожалуй, одним из самых атмосферных городских районов в Новой Зеландии. К началу 21-го века, «наследие» стало заметной индустрией.

## Климат
| Показатель                    | Янв. | Фев. | Март | Апр. | Май | Июнь | Июль | Авг. | Сен. | Окт. | Нояб. | Дек. | Год  |
| ----------------------------- | ---- | ---- | ---- | ---- | --- | ---- | ---- | ---- | ---- | ---- | ----- | ---- | ---- |
| Абсолютный максимум, °C       | 33   | 27   | 27   | 24   | 21  | 21   | 18   | 21   | 22   | 24   | 26    | 30   | 33   |
| Средний суточный максимум, °C | 20   | 19   | 18   | 16   | 13  | 11   | 10   | 12   | 12   | 15   | 16    | 18   | 15   |
| Средний суточный минимум, °C  | 13   | 13   | 11   | 9    | 6   | 4    | 3    | 5    | 6    | 8    | 10    | 12   | 8,4  |
| Абсолютный минимум, °C        | −2   | 1    | 4    | 1    | 0   | −2   | −3   | −1   | 0    | 1    | 1     | 2    | −3   |
| Норма осадков, мм             | 33   | 40   | 30   | 24   | 20  | 46   | 47   | 40   | 50   | 24   | 52    | 47   | 37,8 |
| Источник: www.myweather2.com  |      |      |      |      |     |      |      |      |      |      |       |      |      |

## Известные личности
Многие из ранних работ Дженет Фрейм, выросшей в городе, отражают состояния Оамару и его жителей. Оамару также встречается в творчестве Оуэна Маршалла, Грега МакГи и Фионы Фаррелл. В Оамару родились и учились: Дес Уилсон, основатель благотворительных приютов для бездомных Shelter; австралийский премьер-министр Крис Уотсон; новозеландские политики Арнольд Нордмайер и Уильям Стюард; кардинал Томас Стэффорд Уильямс; Малкольм Грант, президент и проректор Университетского колледжа Лондона; капитан сборной Новой Зеландии по регби Ричи Маккоу. Фред Аллен, член сборной по регби в 1940-х годах, приведший команду к 14 победам в 14 играх в 1960-е, родился в Оамару, но не учился здесь.
Впервые мир узнал о смерти Роберта Скотта и членов его команды по возвращении из злополучной экспедиции на Южный полюс из телеграммы, отправленной из Оамару 10 февраля 1913 года.
В 1920—1940-е гг. Френк Милнер (1875-1944) превратил среднюю школу Уаитаки для мальчиков в одну из наиболее уважаемых школ с помощью своих старомодных ценностей, вдохновляющего руководства и широкого кругозора. Известные выпускники этой школы: Чарльз Брэш (1909-1973), поэт и покровитель художников; Дуглас Лилбёрн (1915-2001), композитор, «старший государственный деятель новозеландской музыки»; Джеймс Бертрам (1910-1993), писатель и академик; Денис Бланделл, генерал-губернатор Новой Зеландии; Ян Милнер (1911-1991), сын ректора, чешский и английский учёный, ложно обвинённый в шпионаже в пользу коммунизма. Его отец, известный как «Человек», скоропостижно скончался 2 декабря 1944 года, выступая на открытии каменных ворот в парке Милнер, Оамару.
Э. А. Гиффорд (1819-1894), художник и член Королевской академии художеств, жил в Оамару с 1877 по 1885 годы и с 1892 года до конца жизни. Он получил признание за свои работы в портретном и пейзажном жанрах. Его «Окленд с пристани» 1887 года, вероятно, является наиболее известной картиной, изображающей Окленд XIX-го века.
Эмили Жиллис, художница XIX века из Оамару, была племянницей Эдварда Лира (1812-1888), известного английского акварелиста и писателя. Сестра Лира практически вырастила его. Когда он умер бездетным, она унаследовала коллекцию его работ, имеющую международное значение. Затем эти работы попали в Северное Отаго, где оставались вплоть до начала 1970-х годов.
Художник Колин МакКехон жил в Оамару в 1930—1931 годах, посещая среднюю школу. Это место и ландшафты Северного Отаго впечатлили его. Будучи взрослым он возвращался сюда несколько раз во время своих путешествий. В Оамару родился художник-мультипликатор Джон Кент, автор комикса Varoomshka для британской газеты The Guardian.
Существует большое сообщество художников, и многие галереи размещены в помещениях неподалёку от исторических мест. Одна из основных городских художников, Донна Дементе, производит портреты и маски. По крайней мере, отчасти благодаря её работе, в Оамару в июле проходит ежегодный фестиваль масок «Зимний Маскарад». Ещё один ежегодный праздник, посвящённый викторианскому наследию, проводится в ноябре.
Кроме того, бывшими жителями Оамару являются радиоведущий Джим Мора и хоккеист Скотт Андерсон.
Дэвид Сиуелл, сыгравший в тестовом матче за сборную Новой Зеландии по крикету.

## Достопримечательности

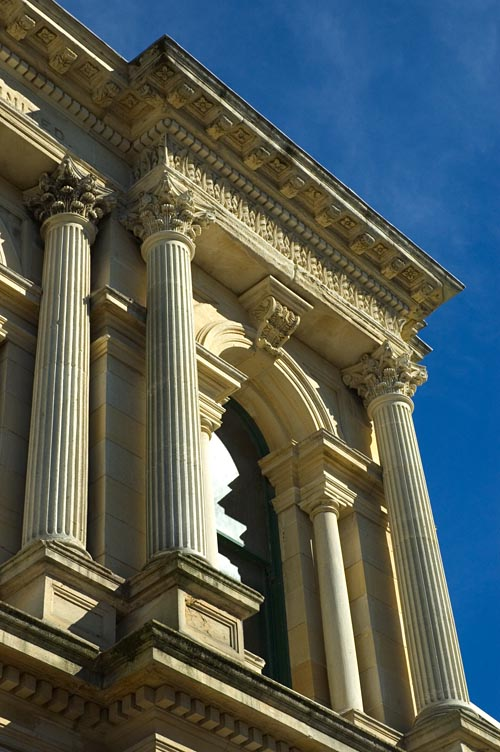
Здание из камня Оамару в неоклассическом стиле

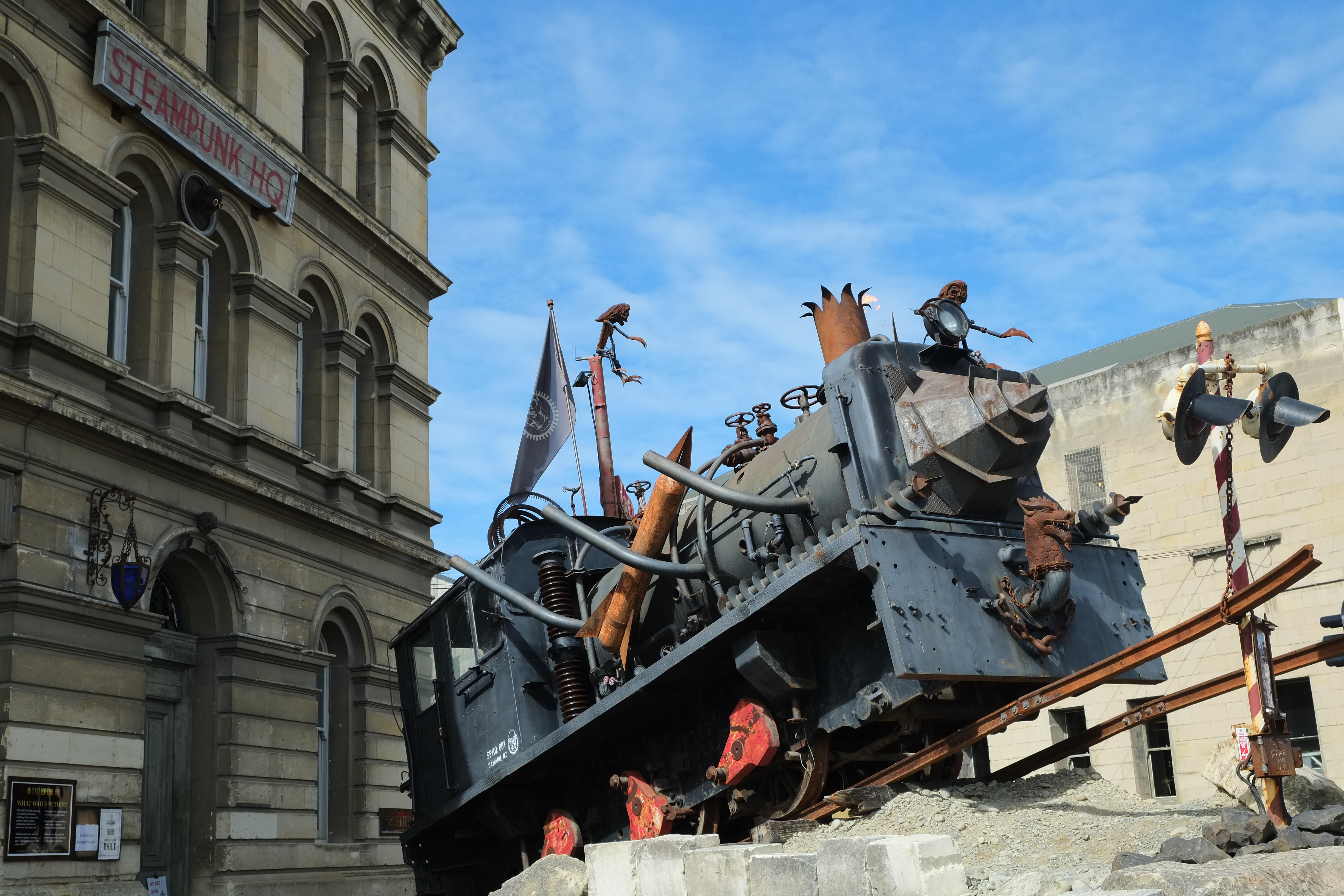
Стимпанк-локомотив перед галереей Steampunk HQ

Многие публичные здания построены из местного известняка, добытого неподалёку от Уэстона (англ. Weston). Этот известняк называют также камнем Оамару. Южная часть делового центра Оамару считается одним из наиболее впечатляющих городских пейзажей из-за многих выдающихся зданий, построенных из этого материала. Эта часть города и часть города рядом с гаванью сохраняются как исторические территории.
Многие из улиц Оамару получили свои названия по именам рек в Англии, в частности протекающих на северо-западе и юго-востоке страны: Темза-стрит — главная улица со множеством магазинов и коммерческих точек; Северн-стрит, по которой проходит Государственное шоссе 1; Тайн-стрит, на которой стоят исторические коммерческие здания и художественная галерея The Libratory.
В прибрежной части города прежде располагались склады, но в наши дни здесь открываются выставочные залы, музеи, магазины и привлекают своими старинными викторианскими зданиями. Здесь представлены гигантская статуя-качели в виде велосипеда пенни-фартинг, а несколько скверов выполнены в стиле стимпанк. В августе 2016 года Оамару попал в Книгу рекордов Гиннесса по наибольшему собранию предметов стимпанка в мире. Каждое воскресенье паровоз курсирует между маленькой железнодорожной станцией и колонией синих пингвинов.
В городской гавани можно увидеть колонию малых синих пингвинов, а к югу от города живёт колония великолепных (желтоглазых) пингвинов. Обе колонии привлекают экотуристов. Иногда пингвины живут под зданиями, расположенными неподалёку от побережья, в т.ч. под городским музыкальным клубом «Пингвин» (англ. The Penguin Club).
Через Оамару можно попасть в бассейн реки Маккензи к западу от города, через долину Уаитаки.
Шибболет: в южном (Каи Таху) диалекте языка маори игнорируется первое А в названии города (О-ма-РУ). Северные маори предпочитают делать ударение на первое А (о-А-ма-РУ). Это позволяет судить о происхождении говорящего — из Отаго, как в аудио здесь, или из территорий, расположенных севернее.

## Средства массовой информации
В Оамару расположены штаб-квартиры периодических изданий: газеты Oamaru Mail, выходящей по будням; The Oamaru Telegram, выходящей по вторникам; Waitaki Herald, выходящей по средам и пятницам. Город находится внутри зоны покрытия Радио Данидин и зоны распространения газеты Otago Daily Times, редакция которой расположена в Данидине. В Оамару есть собственная телевизионная станция «45 South Television», ведущая трансляции с мыса Уэнбрау на 41-м канале.

## Велотуризм
Оамару будет конечной точкой велосипедной трассы «От Альп до Океана», начинающейся на горе Кука. Эта трасса должна быть построена в рамках проекта строительства сети велосипедных трасс Новой Зеландии.

## Образование
Средняя школа Уаитаки для мальчиков — средняя школа-интернат для мальчиков, расположенная в северной части Оамару, дневной формы обучения, основанная в 1883 году. По состоянию на 2012 год в ней обучалось чуть менее 500 человек.
Средняя школа Уаитаки для девочек — государственная средняя школа-интернат для девочек, основанная в 1887 году. По состоянию на 2012 год в ней обучалось около 400 девочек в возрасте от 13 до 18 лет. В школьном общежитии-интернате проживают около 50 девочек, международные студенты и преподаватели.
Школа святого Иосифа была основана сёстрами-доминиканками и братьями-христианами. Это единственная католическая начальная школа в Северном Отаго. Обучение здесь ведётся с 1 до 8 класса. По состоянию на 2012 год здесь обучалось чуть более 200 человек. В персонале школы монахи теперь не числятся.

## В культуре
Дженет Фрейм беллетризировала Оамару её детства в романах, назвав его Уаимару (англ. Waimaru).
В новелле Питера Гамильтона «Спящая пустота» есть ссылки на «…заводи Внешнего Мира Оамару» (стр. 22).

## Города-побратимы
- Девайзес[англ.], Великобритания